# Орден Фенікса (Греція)
Орден Фенікса (грец. Τάγμα του Φοίνικος) — державна нагорода Грецької Республіки.

## Історія
Заснований 13 травня 1926 року республіканським урядом Другого Грецької Республіки для заміни скасованого Королівського ордена Георга I.
До 1927 року орденом Фенікса нагороджувалися грецькі й іноземні громадяни за різні громадянські заслуги. Проте Конституція 1927 року заборонила нагородження цим орденом грецьких громадян. В період з 1927 по 1935 роки орденом Фенікса нагороджувалися тільки іноземці.
Після відновлення монархії в 1935 році орденом Фенікса почали знову нагороджувати греків. Орден пережив скасування монархії в 1973 році і продовжує вручатися нинішнім республіканським урядом Греції.

## Положення про нагороду
| Орденом Фенікса нагороджуються громадянини Греції, які відзначилися в області державної діяльності, науки, мистецтва і літератури, торгівлі, промисловості та судноплавства, а також іноземні громадяни, які внесли свій внесок у зміцнення положення Греції за кордоном у зазначених вище сферах.[2] |

## Ступені ордена
Орден Фенікса має п'ять ступенів:
- Великий хрест (грец. Μεγαλόσταυρος)
- Великий командор (грец. Ανώτερος Ταξιάρχης)
- Командор (грец. Ταξιάρχης)
- Офіцер золотого хреста (грец. Χρυσούς Σταυρός)
- Лицар срібного хреста (грец. Αργυρούς Σταυρός)

Орден Фенікса має знак ордена та зірку ордена. Два старші ступені мають знак ордена та зірку ордена; три молодші ступені — тільки знак ордена.
Знаки ордена Фенікса мають форму хреста. Хрест вкритий білою емаллю, і має в центрі зображення . Над Феніксом зображена золота п'ятипроменева зірка. На зворотному боці знака зображено Герб Греції з написом по кругу ΕΛΛΗΝΙΚΗ ΔΗΜΟΚΡΑΤΙΑ (укр. Грецька Республіка).
Зірка ордена Фенікса восьмикінцева, сріблястого кольору, в центрі має зображення птаха Фенікса золотистого кольору, який виходить з полум'я. Орденська стрічка ордена Фенікса помаранчева, муарова, з вузькими смужками чорного кольору па краях.

## Знаки ордена
Знаки ізірки ордена Фенікса мають три типи: один королівський і два республіканських.
| Великий хрест              | Великий командорський хрест | Командорський хрест | Офіцерський хрест | Лицарський хрест |              |
| Оден Феникса               | Оден Феникса                | Оден Феникса        | Оден Феникса      | Оден Феникса     | Оден Феникса |
| -------------------------- | --------------------------- | ------------------- | ----------------- | ---------------- | ------------ |
|                            |                             |                     |                   |                  |              |
|                            |                             |                     |                   |                  |              |
| Королівський орден Фенікса |                             |                     |                   |                  |              |
|                            |                             |                     |                   |                  |              |
|                            |                             |                     |                   |                  |              |

## Деякі кавалери ордена
| Кавалер                                 | Роки життя  | Ступінь       |
| --------------------------------------- | ----------- | ------------- |
| Костянтин II, король Греції             | 1950 —      | Великий хрест |
| Філіпп, герцог Единбурзький             | 1950 —      | Великий хрест |
| Марк Майндлер                           | — 1957      | -             |
| Гевін Лонг                              | 1956 — 1968 | Офіцер        |
| Єлизавета II, королева Великої Британії | 1963 —      | Великий хрест |
| Гаральд V Норвезький                    | 1964 —      | Великий хрест |
| Янніс Лаціс                             | 1965 — 2003 | Великий хрест |
| Арне Ског                               | — 1974      | Командор      |
| Ставрос Ніархос                         | 1977 — 1996 | Командор      |
| Макс ван де Штоль                       | 1977 —      | Великий хрест |
| Елені Бакопанос                         | 1999 —      | Командор      |
| Карл Баксот                             | 1999 —      | Командор      |
| Джон Канніс                             | 1999 —      | Командор      |
| пітер Делефе                            | 1999 —      | Командор      |
| Філіпп Гігантес                         | 1999 — 2004 | Командор      |
| Джим Каріянніс                          | 1999 —      | Командор      |
| Кен Понтікес                            | 1999 —      | Командор      |
| Христос Сіррос                          | 1999 —      | Командор      |
| Ангелос Деліворіас                      | 2000 —      | Командор      |
| Грігоріс Бітікоціс                      | 2003 — 2005 | Офіцер        |
| Рена Влахопулу                          | 2003 — 2004 | Офіцер        |
| Патрік Лей Фермор                       | 2007 —      | Командор      |
| Танасіс Венгос                          | 2008 — 2011 | Командор      |
| Ваграм Кажоян                           | 2009 —      | Великий хрест |